# Carbon monofluoride
Cacbon monofluoride (CF, CFx, hoặc (CF)x), còn được gọi dưới nhiều cái tên khác là polycacbon monofluoride (PMF), polycacbon fluoride, poly(cacbon monofluoride) và graphit fluoride, là một vật liệu được hình thành bởi phản ứng ở nhiệt độ cao của khí fluor với graphite, than củi hoặc nhiệt phân bột than đá. Đây là một loại bột vi kết tinh rất kị nước. Số CAS của nó là 51311-17-2. Trái ngược với các hợp chất liên kết graphit, nó là một hợp chất graphit cộng hóa trị.
Cacbon ổn định trong khí fluor ở nhiệt độ khoảng 400 °C, nhưng trong khoảng 420-600 °C thì xảy ra phản ứng để tạo ra các monophotpho cacbon monofluoride, CF0.68 có màu xám đậm. Với sự gia tăng nhiệt độ và áp suất fluor, các dung dịch tới hỗn hợp CF1.12 được hình thành. Với hàm lượng fluor tăng lên, màu sắc chuyển từ màu xám đậm sang màu trắng kem cho thấy sự biến mất của nhân tố gây thơm. Các nguyên tử fluor được bố trí theo kiểu xen kẽ trên và dưới mặt phẳng graphene cũ, mà lúc này bị biến dạng do sự hình thành liên kết cộng hóa trị giữa cacbon-fluor. Phản ứng của cacbon với fluor ở nhiệt độ cao hơn liên tiếp phá hủy các hợp chất graphite để tạo ra một hỗn hợp các fluorocacbon dạng khí như tetrafluorocacbon, CF4, và tetrafluoroetylen, C2F4.